# Дили (окръг)
Дили е една от 13-те административни области на Източен Тимор. Населението ѝ е 277 279 жители (по преброяване от юли 2015 г.), а площта 364 кв. км. Намира се в часова зона UTC+9. ISO 3166 кодът ѝ е TL-DI.

## География
Дили е най-малката област на Източен Тимор. Разположена е в централната част на страната, на северното крайбрежие на острова и граничи с областите Манутуту на изток, Аилеу на юг, и Ликика – на запад. На север се намира морето Саву. В състава на областта влиза и остров Атауро, разположен на 30 km северно от столицата на страната. Реките в областта, като Коморо, подобно на други реки в северната част на острова, пресъхват напълно по време на сухия сезон.
Климатът е типичен за северното крайбрежие на остров Тимор. През сухия сезон е изключително топло: през деня температурата достига до 35 °C, а през нощта може да се спусне до 20 °C. През дъждовния сезон температурата е около 27 °C, а средната годишна температура е 26,7 °C.